# Saxa-Coburg-Saalfeld
Saxa-Coburg-Saalfeld (germană Sachsen-Coburg-Saalfeld) a fost unul dintre ducatele saxone deținut de dinastia Wettin. Fondată în 1699, linia Saxa-Coburg-Saalfield a durat până la remanierea teritoriilor ernestine care a avut loc în urma dispariția liniei Saxa-Gotha în 1825, în care linia Saxa-Coburg-Saalfeld a primit orașul Gotha însă a pierdut Saalfeld în favoarea ducatului Saxa-Meiningen.

## Duci de Saxa-Coburg-Saalfeld
- 1680–1729 Johann Ernest al IV-lea, fiu al lui Ernst I, Duce de Saxa-Gotha-Altenburg
- 1729–1745 Christian Ernest al II-lea, fiu al Ducelui anterior (a domnit cu fratele său Francis Josias cu reședința la Saalfeld)
- 1745–1764 Francis Josias, frate al Ducelui anterior (a domnit până în 1745, împreună cu fratele său Christian Ernest cu reședința la Coburg)
- 1764–1800 Ernest Frederic, fiu al Ducelui anterior
- 1800–1806 Francis Frederick Anton, fiu al Ducelui anterior
- 1806–1825 Ernest al III-lea, fiu al Ducelui anterior (din 1826 Ernest I, Duce de Saxa-Coburg și Gotha, a murit în 1844)